# Водозабірна свердловина
Водозабірна свердловина — свердловина, яка призначена для відбирання (видобування) води із водоносного пласта з метою нагнітання її в продуктивні пласти для витіснення вуглеводнів та використання для інших потреб під час видобування нафти і газу або в інших галузях економіки.
До групи С.в. належать свердловини, що дають йодо-бромну і технічну воду, а також спеціально пробурені і старі, повністю обводнені, але раніше продуктивні свердловини, вода з яких використовується для потреб буріння, капітального ремонту свердловин, підтримування пластового тиску та інших промислових потреб, і свердловини, вода з яких використовується органами охорони здоров'я для лікувально-профілактичних і санітарно-гігієнічних потреб. Весь фонд подібних свердловин підрозділяють на такі, які діють, не діють, освоюються і очікують освоєння.